# Diplazium urticifolium
Diplazium urticifolium là một loài thực vật có mạch trong họ Woodsiaceae. Loài này được Christ miêu tả khoa học đầu tiên năm 1901.